# Mein Bruder Charlie
Mein Bruder Charlie (englischer Originaltitel Private Peaceful) ist ein historischer Jugendroman des britischen Schriftstellers Michael Morpurgo, der im Jahr 2003 beim Verlag HarperCollins veröffentlicht wurde. Die deutsche Erstausgabe in der Übersetzung von Klaus Fritz erschien 2007 beim Carlsen Verlag.

## Inhalt
Der britische Soldat Charlie Peaceful weigert sich 1916, mitten im Ersten Weltkrieg an der Front in Belgien, den selbstmörderischen Befehl seines sadistischen Vorgesetzten Sergeant Hanley zu befolgen. Ein Kriegsgericht verurteilt ihn daraufhin wegen vermeintlicher Feigheit zum Tod durch Erschießen. Sein jüngerer Bruder Thomas, der zusammen mit Charlie in den Krieg gezogen ist, erinnert sich in der Nacht vor Charlies Exekution an die gemeinsame Zeit mit seinem Bruder. An die Kindheit, in der ihn sein älterer Bruder immer wieder beschützt hat, an seinen Vater, der stirbt, als er Thomas vor einem niederstürzenden Baum rettet, an seine liebevolle Mutter, an seinen geistig beeinträchtigten Bruder Big Joe, der auf einen Kirchturm steigt, um dem Himmel nah zu sein, in den sein Vater gekommen ist, und an Molly, das Mädchen, in das sich sowohl Thomas als auch Charlie verlieben. An die gemeinsamen Tage in der Schule mit dem strengen Lehrer Mr. Munnings, an den niederträchtigen Gutsherren und das heimliche, nächtliche Fischen in dessen Weiher, ehe sie dabei erwischt werden. An die Arbeit, die beide Brüder für den Bauern Mr. Cox verrichten, nachdem die Schuljahre vorbei sind. An jene Zeit, die geprägt ist von Eifersucht, als Charlie und Molly ein Paar werden, heiraten und die bisherige enge Freundschaft von Thomas und Charlie hart auf die Probe gestellt wird. Und wie die beiden Brüder durch einen Beschluss des Gutsherrn schließlich in den Krieg gezwungen werden und im französischen Ausbildungscamp erstmals die Bekanntschaft des schikanösen und brutalen Sergeant Hanley machen. Wie sie daraufhin nach Belgien kommen, wo sie in den Schützengräben endlose Granaten-Bombardements, ununterbrochenes Artilleriefeuer und sogar Gasangriffe der Deutschen über sich ergehen lassen müssen. Daran, wie Charlie seinem Kommandanten Captain Wilkes das Leben rettet. Kurzzeitig werden die beiden Brüder getrennt, nachdem Charlie am Fuß verletzt wird und für ein paar Tage in die Heimat zurückkommt, wo er seinen kleinen Sohn Tommo kennenlernt, den Molly erst kürzlich geboren hat. Und schließlich an jenes verhängnisvolle Ereignis, als sich Charlie weigert, seinen verletzen Bruder Thomas alleine im Schützengraben zurückzulassen und einen aussichtslosen Gegenangriff zu starten. Das Militärgericht stützt sich bei seinem Urteil ausschließlich auf die Aussagen von Sergeant Hanley und es entsteht der Eindruck, dass mit Charlies Verurteilung vor allem ein abschreckendes Exempel statuiert werden soll. Einen Tag vor der Vollstreckung des Urteils darf Thomas seinen Bruder besuchen. Er versichert Charlie, kein wertloser Mensch zu sein, wie es im Urteil heißt. Und er muss Charlie versprechen, sich um den Rest der Familie zu kümmern. Charlie wird erhobenen Hauptes und Big Joes Lieblingslied Oranges and Lemons singend erschossen.

## Hintergrund
Morpurgo wurde beim Besuch des Kriegsmuseums In Flanders Fields in Ypern auf die Thematik der Erschießung von eigenen Soldaten im Ersten Weltkrieg aufmerksam. Mehr als 3000 britische Soldaten – viele von ihnen Kriegszitterer – wurden von Kriegsgerichten wegen Feigheit oder Fahnenflucht zum Tod verurteilt. Häufig dauerten die Gerichtssitzungen nicht länger als eine Stunde. Rund 300 dieser Urteile wurden tatsächlich vollstreckt, zwei davon an jungen Soldaten, die während der Wache aus Erschöpfung eingeschlafen waren. Obwohl mittlerweile außer Streit steht, dass diesen Soldaten Unrecht widerfahren ist, wurden diese nie nachträglich rehabilitiert. Der Autor wollte diesen hingerichteten Soldaten mit seinem Roman eine Stimme geben und zu ihrer Ehrenrettung beitragen. Der Name Peaceful geht auf den Grabstein eines gefallenen Soldaten des Ersten Weltkrieges auf einem Friedhof in der Nähe von Ypern zurück.

## Rezeption
Wendy Osgerby schreibt in ihrer Buchrezension: „Morpurgo geht, wie bei all seinen Werken, davon aus, dass Kinder Ehrlichkeit verdienen. Er verwässert weder das Grauen der Grabenkämpfe noch die schreienden Ungerechtigkeiten, die im Krieg geschahen. Dieses ergreifende Buch, mit seinem schlichten, aber kraftvollen Stil, fesselt Jugendliche wie Erwachsene gleichermaßen, ohne die Tragödie des Krieges allzu sehr zu dramatisieren.“ Die Sunday Times urteilte: „Voller Wärme, aber auch voller Trauer, die anschaulich vermittelt, wie kostbar das Leben ist.“ Gabriela Wenke schreibt in der Süddeutschen Zeitung: „Michael Morpurgo lässt Tommo die Geschichte dieser anrührenden Bruderliebe und ihres tragischen Endes mit großer Eindringlichkeit in Szenen erzählen, die auch auf der Bühne Bestand haben würden: eine fast klassische Geschichte von Liebe, Macht, Krieg und Tod. So könnte es gewesen sein. Ein solches Schicksal könnte hinter der Zahl 306 verborgen sein, die angibt, wie viele britische Soldaten im Ersten Weltkrieg von Exekutionskommandos erschossen wurden.“ Tilman Spreckelsen schreibt in der Frankfurter Allgemeinen Zeitung: „Man wird nicht leicht ein zweites Jugendbuch finden, dass so ernsthaft und gleichzeitig so leichthändig den Krieg in der ländlichen Heimat der Soldaten spiegelt, das sich dem Schrecken der Schützengräben ebenso verschreibt wie der Schönheit eines Sommertags am Fluss, ohne je seinen realistischen Anspruch einem sentimentalen Überschwang zu opfern. Vor allem aber verkneift es sich jedes Zugeständnis an den heftigen Leserwunsch, dass auch im Krieg der eine Bruder den anderen vor allem Übel behüten möge. Und das ist vielleicht seine wichtigste Entscheidung.“ Die Arbeitsgemeinschaft Jugendliteratur und Medien befindet in ihrer Buchbesprechung: „Mein Bruder Charlie ist ein beeindruckendes Buch, das gefühlvoll die persönliche Entwicklungsgeschichte Tommos im Spiegel der gesellschaftlichen Ereignisse wiedergibt. Zu jedem Zeitpunkt der Erzählung kann sich der Leser in Tommo einfühlen und nachvollziehen, wie es ist, im Krieg zu sein. Morpurgo regt mit seinem Buch zum Nachdenken an und die Preise, die er für dieses Jugendbuch europaweit erhielt, sind allesamt verdient.“

## Auszeichnungen
Der Roman gewann 2004 den Redhouse Children's Book Award und im selben Jahr den Blue Peter Book Award. Im Jahr 2005 wurde Private Peaceful von der American Library Association in die Liste der ALA Best Books for Young Adults gewählt.

## Referenzen
Mein Bruder Charlie ist in dem literarischen Nachschlagewerk 1001 Kinder- und Jugendbücher – Lies uns, bevor Du erwachsen bist! für die Altersstufe 12+ Jahre enthalten.

## Ausgaben
- Private Peaceful. Collins, UK 2003 (englisch).
- Mein Bruder Charlie. Carlsen, 2007.

## Adaptionen
Der Roman wurde von Simon Reade zu einem Bühnenstück verarbeitet, als Hörspiel adaptiert und 2012 unter der Regie von Pat O’Connor verfilmt.